# Rhapis
Rhapis es un género con 10 especies de plantas con flores perteneciente a la familia  de las palmeras, (Arecaceae).  
Es originario de Asia donde se distribuye por el sur de China, Indochina y Japón.

## Descripción
Es una planta pequeña, dioica, que alcanza un tamaño de 1,5 u ocasionalmente 3 m de altura, formando grupos densos. Tallo delgado, encerrado en una red fibrosa. Hojas palmeadas, espaciadas a lo largo del tallo, nervio medio ausente, palmeado segmentado casi hasta la base,  foliolos de punta roma, con varias nervaduras, margen dentado. Vaina fibrosa de la hoja en la base del peciolo. Inflorescencia axilar, pequeña. Flores unisexuales, cáliz trilobulados, pétalos connados; estambres 6, con 1-3 frutos por flor, pequeño, bayas de una sola semilla. Las semillas finas, pedregosas.

## Taxonomía
El género fue descrito por L.f. ex Aiton y publicado en Hortus Kewensis; or, a catalogue . . . 3: 473. 1789.
Etimología
Rhapis: nombre genérico que deriva de la palabra griega: rhapis = "varilla", probablemente en alusión a las barras semejantes a tallos delgados.

## Especies aceptadas
A continuación se brinda un listado de las especies del género Rhapis aceptadas hasta septiembre de 2011, ordenadas alfabéticamente. Para cada una se indica el nombre binomial seguido del autor, abreviado según las convenciones y usos.
- Rhapis cochinchinensis (Lour.) Mart.
- Rhapis excelsa (Thunb.) Henry
- Rhapis gracilis Burret
- Rhapis humilis Blume
- Rhapis micrantha Becc.
- Rhapis multifida Burret
- Rhapis robusta Burret
- Rhapis siamensis Hodel
- Rhapis subtilis Becc.
- Rhapis vidalii Aver., T.H.Nguyên & P.K.Lôc